# Tezcatlipoca

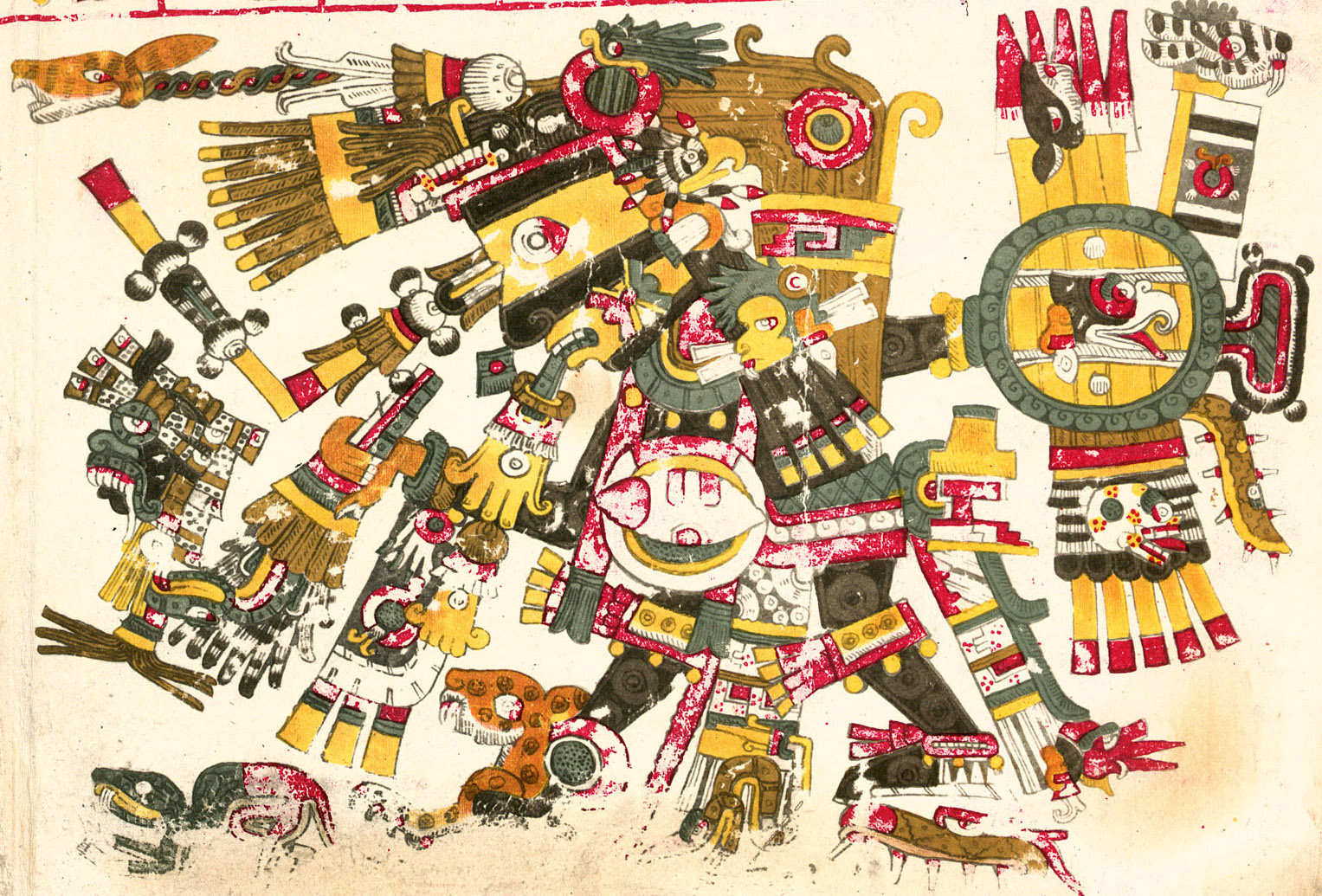
Tezcatlipoca en el Códice Borgia.

Tezcatlipoca (AFI: [teːzcat͡ɬiːˈpoːcaˀ]) (del náhuatl: Tezcatlipoca ‘espejo humeante, brillante o reluciente’‘tezcatl, espejo; i-, su; poca, humo’), en la religión y mitología tolteca y mexica (y de otros pueblos mesoamericanos), es la deidad más importante del culto nahua en el Posclásico.El es omnipotente, omnipresente, omnisciente, viril y siempre viejo, con una personalidad conflictiva y compleja, caprichosa y voluble, poco predecible; siendo el dios de la providencia, lo invisible, la oscuridad, creador del cielo y la tierra y señor de todas las cosas.
Se le atribuye el otorgamiento de cosas buenas y malas al hombre a su merced, por lo que en tiempos prehispánicos fue temido y reverenciado. Según el mito, Quetzalcóatl y Tezcatlipoca son dualidad y antagonía cosmogónica. Quetzalcóatl es llamado también Tezcatlipoca blanco, en tanto que el color de Tezcatlipoca es el negro.

## Etimología

### Nombres y denominaciones
Entre las fuentes originales, existen muchas formas y atributos para dirigirse a esta deidad debido a su carácter voluble. Tan sólo Bernardino de Sahagún en el Libro vi del Códice Florentino, se refiere a Tezcatlipoca con 360 formas diferentes. Entre las más relevantes que destacan Heyden (1989, pp. 83–84) y Dehouve (2017, p. 16), son principalmente 30:
- «Tloque Nahuaque», ‘el que posee lo cercano’, ‘el que posee lo que [nos] rodea’;
- «Titlacahuan», «Titlacahua» o «Titlacaua», ‘[aquel de] quienes somos esclavos...’, ‘cuyos hombres somos...’;[7]
- «Tehimatini», ‘el sabio’, ‘el que entiende a la gente’;
- «Tlazopilli», ‘el noble precioso’, ‘el hijo precioso’;
- «Teyocoyani», ‘el creador [de gente]’;
- «Yáotl» o «Yaotzin», ‘el enemigo’, ‘el venerable enemigo’;
- «Icnoacatzintli», ‘el misericordioso’;
- «Ipalnemoani», ‘por quien todos viven’;
- «Ilhuicahua», ‘poseedor del cielo’;
- «Tlalticpaque», ‘poseedor de la tierra’;
- «Monenequi», ‘el arbitrario’, ‘el que pretende’;
- «Pilhoacatzintli», ‘padre reverenciado’, ‘poseedor de los niños’;
- «Tlacatlé Totecué», ‘oh, amo, nuestro señor...’;
- «Yoalli Ehécatl», «Yohualli Ehécatl» o «Youalli Ehécatl», ‘viento nocturno’,[7] metáfora de lo invisible, lo impalpable;
- «Motatzin», ‘[su] padre’;
- «Telpochtli», ‘[el] joven’[7] y
- «Moyocoyani» o «Moyocoani», ‘el que se crea a sí mismo’.[7] Su nombre calendárico es «Ome Ácatl» ‘Dos Caña’, y bajo ese nombre se consagra como otra deidad.

## Iconografía
Los elementos iconográficos relacionados con Tezcatlipoca son variados y dependerán de su representación. Éstas son algunas según distintos autores, recopilados en el libro Tezcatlipoca de Luis Barjau (1991):
Bernardino de Sahagún:
- cabellera de pedernales
- rayas a nivel de los ojos
- orejeras de oro retorcidas en espiral
- "olla" a la espalda, de plumas de quetzal
- brazaletes de pedernal
- cascabeles atados a las piernas
- sandalias negras
- escudo orlado de plumas y bandera de papel, en a mano
- espejo en la otra mano

Diego Durán:
- la imagen era de obsidiana (sólo en México); en las demás ciudades, de madera; toda pintada de negro, excepto la cara (color "indio")
- orejeras de oro y plata
- bezote de cristal con pluma verde o azul adentro, de unos 15 cm.
- coleta de cabellos sostenida con cinta de oro, que remataba con una oreja (oro) con vahos o humos pintados
- de la oreja y la cinta salía un manojo de plumas blancas de garza
- joyel de oro al cuello (pectoral)
- brazaletes de oro
- piedra verde en el ombligo
- plumero verde, azul y amarillo (mano izquierda) con chapa de oro (espejo)
- cuatro flechas (mano derecha)
- cascabeles de oro (tobillos)
- pata de venado (pie derecho)
- capa de red, blanco y negro, adornada de plumas
- sandalias

## Leyenda
Ometéotl (Ometecuhtli y Omecihuatl), la pareja creadora, principio dual, masculino y femenino, en la cultura náhuatl, viviendo en el decimotercero cielo, engendró cuatro hijos: el primero fue Yayauhqui Tezcatlipoca (Tezcatlipoca oscuro), el segundo Tlatlauhqui Tezcatlipoca (Tezcatlipoca Rojo, también llamado Xipe Tótec  o Camaxtle), el tercero fue el Tezouhqui Tezcatlipoca  (Tezcatlipoca azul) entre los de habla náhuatl conocido como Huitzilopochtli (colibrí del sur) y el cuarto, el Iztac Tezcatlipoca (Tezcatlipoca blanco) o Quetzalcóatl.[cita requerida]
En el manuscrito antiguo conocido como “Historia de los toltecas por sus pinturas”, que trata de los mitos de origen de los antiguos mexicanos, se menciona que existió una pareja celestial, divina, creadora. Él se llamaba Tonacatecuhtli (El Señor de nuestra carne), y ella llevaba por nombre Tonacacihuatl (La mujer de nuestra carne), los cuales, dice el manuscrito: “se criaron y estuvieron siempre en el treceno cielo, de cuyo principio no se supo jamás”.
Esta pareja divina tuvo cuatro hijos, cuyo orden, según el manuscrito antiguo, es el siguiente: El primero en nacer, el mayor de todos, llamaron Tlatlauhqui Tezcatlipoca, también llamado Camaxtle (y por el nombre más conocido de Xipe-Totec); el segundo hijo que tuvieron pusieron por nombre: Yayauhqui Tezcatlipoca, "el cual fue el mayor y peor, y el que más mandó y pudo que los otros tres... Al tercero llamaron Quetzalcoatl, y por otro nombre Yohualli Ehecatl. Al cuarto y más pequeño llamaban Omitecuhtli y por otro nombre, Maquizcoatl y los mexicanos le decían Huitzilopochtli..."
“Y de estos cuatro hijos de Tonacatecuhtli y Tonacacihuatl, el Tezcatlipoca era el que sabía todos los pensamientos y estaba en todo lugar y conocía los corazones, y por esto le llamaban Moyocoyani, que quiere decir que es todopoderoso… Estos dioses tenían estos nombres y otros muchos, porque según en la cosa en que se entendían, o se les atribuían, así le ponían nombre, porque cada pueblo les ponía diferentes nombres, por razón de su lengua, y ansí se nombran de muchos nombres.”
Cabe mencionar en esta fuente que los únicos hijos de la pareja creadora que son llamados "tezcatlipocas" son el primero y el segundo, los otros dos (Quetzalcoatl y Huitzilopochtli) no reciben ese apelativo, al menos no en esta fuente.
En una de las leyendas nahuatlacas, Tezcatlipoca y Quetzalcóatl originaron al mundo. Existía solo un océano primigenio, donde únicamente vivía el monstruo de la tierra, Cipactli, Tezcatlipoca ofreció su pie como señuelo, y el monstruo de la tierra emergió y se lo comió. Entonces, Tezcatlipoca y Quetzalcóatl se apoderaron de él, y lo extendieron para convertirlo en la tierra.[cita requerida]
Sus múltiples ojos se convirtieron en estanques y lagunas, y sus fosas nasales son las cuevas. Para resarcir el daño que le hicieron al monstruo de la tierra, Tezcatlipoca exige ofrendas humanas, consistentes en dar de cada uno lo mejor de sí, alcanzando la trascendencia a través de la acción y la preservación de la naturaleza.[cita requerida]
Entre los toltecas, era un protector transformador que descendió del cielo a la tierra valiéndose de una tela de araña, para destruir la obra de Quetzalcóatl, a quien se le apareció bajo el aspecto de un viejo que le ofreció el brebaje de la inmortalidad, pero este era en realidad una bebida enloquecedora (Pulque). Los espíritus de los muertos debían presentarse ante Tezcatlipoca para recibir su sentencia vestidos con una piel de jaguar y con un yugo de madera al cuello. Antes de entrar en el reino de la muerte, la morada de Mictlán, eran sometidos a varias pruebas.[cita requerida]

## Caracterización

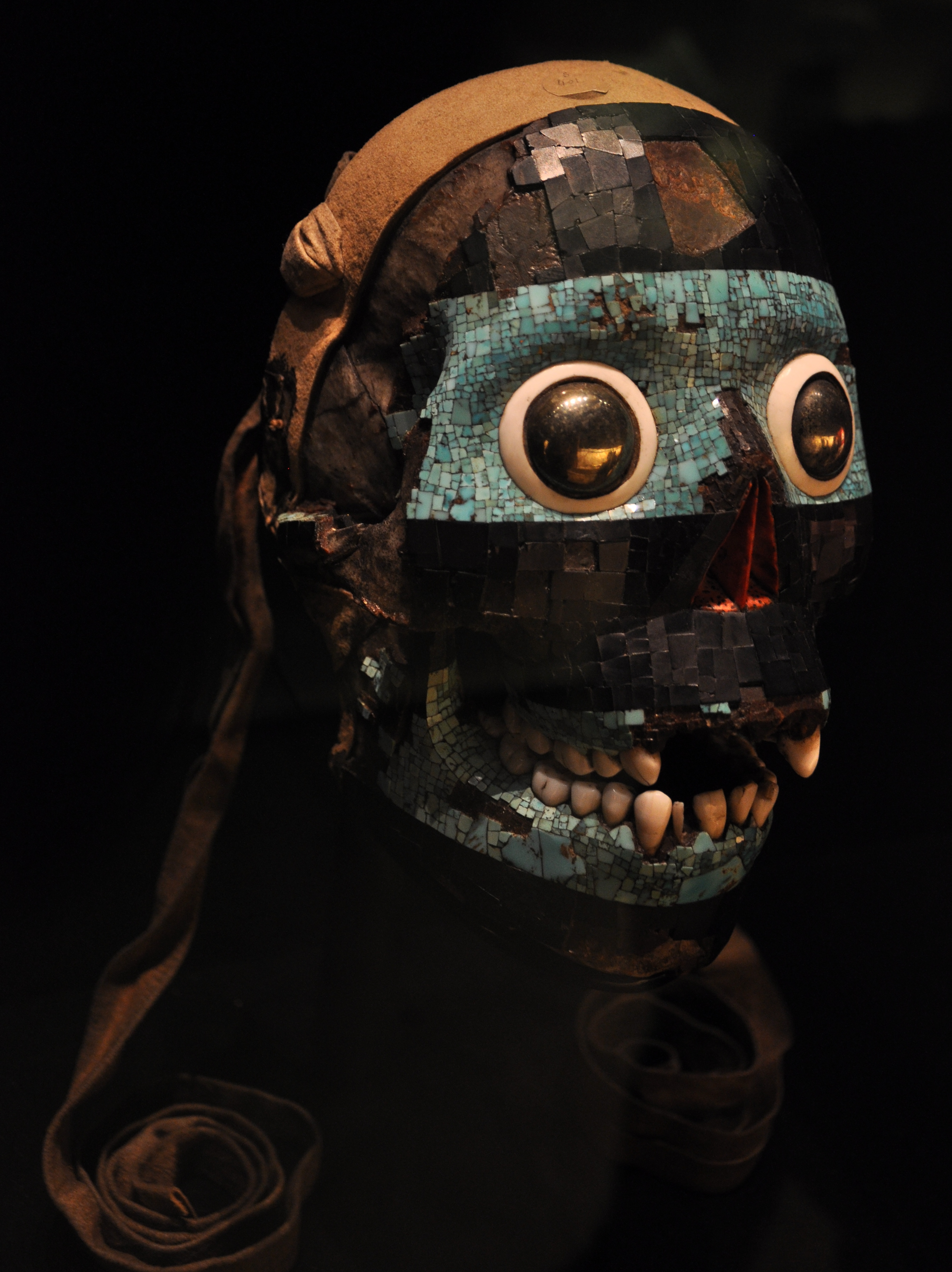
Máscara de turquesa representando a Tezcatlipoca (Museo Británico).

Sus representaciones eran pintadas con un tipo especial de tintes con reflejos metálicos; solía aparecer representado con una franja negra en el rostro y un espejo de obsidiana en el pecho, donde veía todas las acciones y pensamientos de la humanidad, y del cual brotaba un humo que mataba a sus enemigos; la condición de espejo resume a Tezcatlipoca, los contrastes y dualismos presiden todas sus funciones, Tezcatlipoca también es representado con una franja negra en el rostro y en una pierna muestra un hueso expuesto donde debería estar el pie, como un jaguar, el que corazón de la montaña (Tepeyollotl), fuerza interna de la Tierra, el sol nocturno; su emblema es un cuchillo de obsidiana, que representa el viento negro y cortante, como las palabras que desarmonizan el entorno y la comunicación cuando no se emplean adecuadamente.
Tezcatlipoca es, señor del lado norte del universo, que se identificaba con el Mictlán, región del reposo, y se llama Mictlampa, rumbo de los muertos. Se asocia con el color negro, con la imagen del Técpatl o cuchillo de pedernal, lo preside Yayauhqui Tezcatlipoca (Oscuro espejo su esplendor); el norte es una región árida por donde soplan los vientos fríos; él tenía la habilidad de conocer los pensamientos y los sentimientos, además de ser omnipresente; es el guerrero del norte, representa el cielo nocturno, la luna y las estrellas, es llamado "noche y viento, el árbitro, el que piensa y rige por su propia voluntad"; es el dios de la noche y la tentación, una de sus características más relevantes es poseer la juventud eterna, por eso era llamado telpochtli (el siempre joven); es invisible, virtud por la que se lo creía omnipresente y se le atribuye además el nombre yáotl (el enemigo), como la creación del aire y la música (en una mano porta flechas, en la otra una flauta). Es el dios que da y quita la riqueza, es el protector de los esclavos.
Tezcatlipoca fue el dios azteca de la noche y todas las cosas materiales. Llevaba consigo un espejo de cualidades mágicas, que emanaba humo y era capaz de matar al enemigo, aspecto por el que también era llamado dios del espejo humeante. Fue deidad de la región norte y, como señor del mundo y de las fuerzas naturales, era el oponente de Quetzalcóatl, relacionado con lo espiritual; juntos complementaban la dualidad antagónica con que la cosmogonía azteca explicó el mundo. Entre los investigadores aún no existe acuerdo sobre quién, de los dos, fue el dios principal en el panteón, aunque no se duda de que ambos lo fueran. En ocasiones, Tezcatlipoca aparece en las narraciones como un tentador de los hombres, instándolos al mal: castigando la maldad y recompensando la bondad, él ponía a prueba la mente de los hombres frente a las tentaciones.
También era el dios de la belleza y de la guerra, señor de guerreros, y señor de la realidad. En México prehispánico los nuevos gobernantes tenían que postrarse ante el diciendo qué no son merecientes de ser gobernante y que no saben si son dignos y bendecia a los gobernantes y civilizaciones que eran buenos con los desafortunados, y maldecía a los gobernantes que eran como Moctezuma "tratando a su gente como palos" según el códice Florentino, representado siempre como un hombre con un cuerpo joven y hermoso. Una leyenda cuenta cómo el mundo fue creado por Quetzalcóatl y Tezcatlipoca, cuando sólo existían el océano y un monstruo de la tierra que habitaba sus aguas. Entonces, Tezcatlipoca ofrendó su pie, utilizándolo como carnada para atraer al monstruo hasta la superficie, en donde, tan pronto asomó, fue capturado por ambos dioses, que lograron estirar su cuerpo a lo largo del globo, creando así la superficie terrestre, la tierra firme. La herida de batalla aparece representada toda vez que se evoca a Tezcatlipoca, quien aparece con una de sus piernas sin pie.

## Ceremonias consagradas

Tezcatlipoca

En honor a Tezcatlipoca se hacían las fiestas segundas en importancia después de las correspondientes a Huitzilopochtli; su nombre fue probablemente tomado de Tézcatl, que es el mes en el que se celebraba, aparte que significa espejo y luna, dado que Tezcatlipoca era un dios lunar, caracterizado por el espejo, la fiesta era celebrada el 19 de mayo. El nombre de la fiesta era Toxcatl y consistía en la ofrenda simbólica de un joven que representó a Tezcatlipoca por un año.
Un hombre joven, fuerte y listo era elegido para ser sacrificado era preparado mentalmente por los sacerdotes mientras todavía estaba el anterior representante, y durante un año era tratado como un dios en la tierra. Pasaba por México Tenochtitlan con 4 guardias y 4 sirvientes la gente podía salir y era un acto religioso estar con el o en su presencia. Era escogido por no tener tacha alguna en su cuerpo, por tener los cabellos hasta la cintura, y por ser agraciado, astuto, listo, y fuerte. Recorría las calles tocando la flauta y siendo adorado, para esto se le eran asignados 12 acompañantes, uno de ellos le sustituiría si él escapaba. Se escogían 4 mujeres al mismo rango para que sean sus esposas y lo acompañen durante el año y 20 días antes de su sacrificio se casaba con ellas, siéndoles asignados los nombres de las diosas (Xochiquétzal, Xilonen…) a cada una.
La fiesta tenía alrededor de 6 o 7 fases, en las que participaba el pueblo. En las primeras 4 fases, es la imagen de Tezcatlipoca la que es ataviada, vestida y adorada, por el pueblo y por jóvenes de ambos sexos, que lo cubrían con cuerdas de maíz. Al final del año, el pueblo hacía sacrificios de animales pequeños, dejaba comida al ídolo, la cual recogían los sacerdotes y hacían ofrendas de joyas, mantas y copal. Al joven le cortaban el cabello “como a un capitán” y lo vestían con joyas y mantas. Los últimos 5 días se pasaba de ciudad en ciudad, junto con sus esposas, hasta que finalmente debía subir al Templo Mayor  de Tenochtitlán, rompiendo cuatro flautas que representaban los puntos cósmicos. Cuando ascendía, se recostaba en una piedra y se le arrancaba el corazón.

## Caracterizaciones de Tezcatlipoca en los seres humanos
Asociaciones contemperarías y filosóficas que se encuentran de Tezcatlipoca basados en los códices calendáricos y mayormente fundados en la tradición oral son las siguientes:

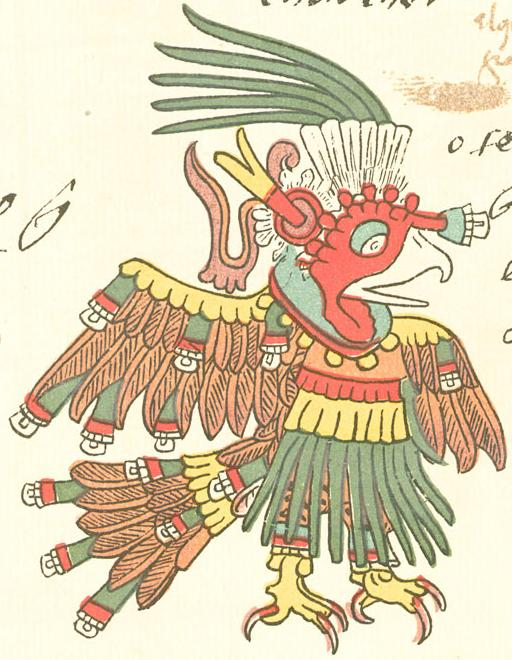
Chalchiuhtotolin, del códice Telleriano-Remensis.

- Chalchiuhtotolin ‘guajolotito de jade’. El totolin o huexolotl representa la exaltación de la importancia personal, el ego de los humanos, estos se inflan el pecho como los guajolotes enorgullecidos de su plumaje. El chalchiuhtotolin por el contrario es un guajolotito, mantiene su ego chiquito y los chalchiutes, piedras de jade, son símbolo de belleza. El chalchiuhtotolin representa un ego hermosamente mantenido pequeño, humildad. Los antiguos nahuas que iban a ejercer un cargo público debían de ser personas que convirtieron su actitud totolin en una chalchiuhtotolin, quienes vencían su ego ya eran aptas para regir con honestidad, sin ambiciones de poder o superioridad personal.

- Ixnextli ‘la que tiene ceniza en su rostro’. Ixnextli es una diosa principalmente asociada con Xochiquetzal, según el relato oral Ixnextli representa una cualidad asociada a Tezcatlipoca que se presenta únicamente en las mujeres de entre 11 y 17 años, pero que la mayoría decide ocultar, por eso ocultarse el rostro con ceniza. En el momento de pasar de la niñez a ser adulto, en ese momento de cambio se pueden desarrollar ciertas cualidades en las mujeres como mover objetos con el pensamiento o afectar a quien se tenga un enojo dirigido.

- Ixquimilli ‘el que tiene los ojos vendados’. Es una cualidad sensorial, desarrollar la sensibilidad del tacto, oído y olfato. Agudizar estos sentidos permite que las personas sientan los cambios de temperatura, percibir formas y colores con el tacto.

- Tepeyollohtli ‘corazón del monte’. Se asocia con Tezcatlipoca, es el trabajo interno, la introspección de nuestro ser; además, esta práctica es también adentrarse en el interior de la naturaleza, en el interior de la mente universal a la cual formamos. Las montañas, cuevas y bosques es donde se desarrolla mejor esta cualidad, por la fuerza de que estos emanan y por la oscuridad que ofrecen. Los iniciados en la ciencia de Tezcatlipoca eran llevados a estos lugares donde habita el ocelote para trabajar en sí mismos.

- Oztohteotl ‘fuerza que emana de las cuevas’. Oztoc significa ‘cueva’, y teotl es el principio creador. Relacionado con tepeyolohtli. Estando en el interior de las cuevas, es la fuerza que activa los sentidos adormecidos para integrarse cada ser a su subconsciente para conocerse a sí mismo, conocer el todo del que forma parte.

- Itzpapalotl ‘mariposa de obsidiana’. Es la energía femenina, se manifiesta desde que se mete el sol, alcanzando su zona de mayor influencia a la medianoche y descendiendo hasta desaparecer cuando sale el sol. Se agudizan los sentidos para la oscuridad de la noche; visión, tacto, olfato, intuición, en general todas las percepciones. En energía femenina que afecta a mujeres y hombres.

- Metztli ‘luna’. Representa cómo las fases lunares afectan a la mente de los humanos activando la intuición, el intelecto, la energía física.

- Tecziztecatl ‘el del caracol’. Representa todo lo que constantemente evoluciona, origen y eternidad. Cambio de nuestras ideas y pensamientos, la evolución de estos desde su origen, esa semilla, pasando por todos los cambios, ajustes, detalles, hasta la eternidad solidificándola con la acción.

- Huehuecoyotl

En la mitología nahua de la Huasteca se le conoce con el nombre de Tlacatecólotl (del náhuatl: Tlakatekolotl / Tlacatecolotl ‘hombre búho’‘tlakatl / tlacatl, hombre; tekolotl, búho’).